# Jean Delarge (friidrottare)
Jean Delarge, född 27 januari 1893, död 24 juni 1992, var en friidrottare från Belgien. Han deltog vid olympiska sommarspelen 1920.